# Phyllanthus cinctus
Phyllanthus cinctus là một loài thực vật có hoa trong họ Diệp hạ châu. Loài này được Urb. miêu tả khoa học đầu tiên năm 1924.